# Света Троица (Метеора)
Вижте пояснителната страница за други значения на Света Троица.
„Света Троица“ (на гръцки: Μονή Αγίας Τριάδος) е един от шестте действащи православни манастира на Метеора. Разположен е върху скала, която се извисява на 400 метра височина над долината на река Пинос, югоизточно от манастира „Русану“ и северозападно от манастира „Свети Стефан“.

## История
Няма достоверни източници за времето на основаване на манастира. Според манастирските хроники манастирът е бил основан от монах на име Дометиос през 1438 г. Първото историческо споменаване на манастира „Света Троица“ е заедно с Големия Метеор, в грамота от 1362 г., издадена от епирския деспот Симеон Урош Палеолог. 
През 1925 г. при управлението на игумена Никандър в скалата са издълбани 140 стъпала, които след пътеката в подножието извеждат до манастира.

## Главна църква (католикон)
В северозападната част на манастира се намира католиконът (главният храм), посветен на Света Троица. Главният храм е построен през 1476 г., видно от надпис на южната фасада. Това е малка кръстокуполна църква във византийски стил, с две колони и нисък купол, състояща се от неф, притвор и ризница. Църквата е преустроена през 1689 г. и за първи път е изписана през 1692 г. През 1741 г. е повторно изписана от братята Антоний и Николаос.

## Други сгради
На входа на манастира се намира изсеченият в скалата неголям храм, посветен на Свети Йоан Кръстител, построен и изписан през 1682 г. от монаха Никодим. Освен двете църкви на територията на манастира са разположени и трапезария, кула с лебедка, килии, цистерни за вода и складови помещения.